# 戶倉三郎
戸倉三郎（日语：／ Tokura Saburou，1954年8月11日—），日本政治人物，出生於山口縣德山市，現任最高裁判所長官。他曾擔任最高裁判所事務總局審議官、最高裁判所事務總局總務局局長、最高裁判所事務總長、東京高等裁判所長官。1980年畢業於一橋大學法學部（第34期）。

## 經歷
戸倉三郎曾在東京地方裁判所等主要從事刑事案件工作，2004年就任最高裁判所事務總局審議官，同年根據刑事審判法成立外行法官的參與負責公共關係和與經濟組織的談判等。2009年起任最高裁判所事務總局總務局局長和法務省法制審議會幹事。2013年任埼玉地方裁判所所長。2014年擔任最高裁判所事務總長。2016年任東京高等裁判所長官。2017年任最高裁判所裁判官。2022年任最高裁判所長官。

## 外部連接
1. ↑  「責任感持ち、誠実に」 最高裁判事に就任した戸倉三郎氏https://www.sankei.com/article/20170314-TX4O6ATXV5KO3KRNWJLIENU5PQ/ （页面存档备份，存于）
2. ↑  最高裁判事に戸倉氏を任命https://r.nikkei.com/article/DGXLASDG10H2C_Q7A210C1EAF000/ （页面存档备份，存于）